# Gordon Downie

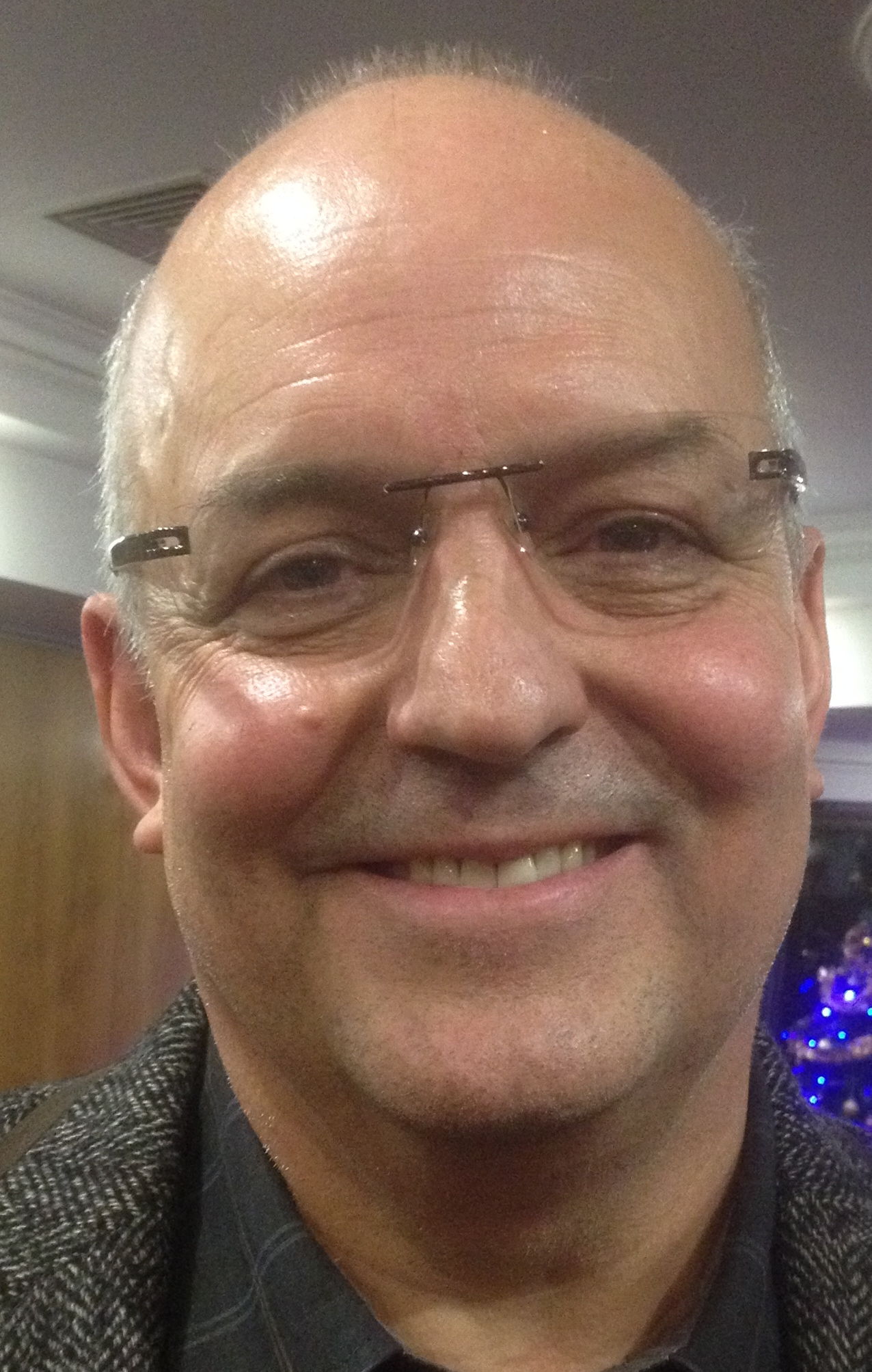
Gordon Downie bei der 125-Jahr-Feier seines Schwimmvereins 2013 in Edinburgh

Gordon Hunter Downie (* 3. März 1955 im US-Bundesstaat Wisconsin) ist ein ehemaliger britischer Schwimmer. Bei den Olympischen Spielen 1976 in Montreal gewann er eine Bronzemedaille, im Jahr zuvor hatte er bei den Schwimmweltmeisterschaften 1975 eine Silber- und eine Bronzemedaille erhalten.

## Karriere
Gordon Downie schwamm für den Warrender Baths Club in Edinburgh. Während seines Studiums startete er für das Sportteam der University of Michigan.
Bei den ersten Weltmeisterschaften im Schwimmen, die 1973 in Belgrad ausgetragen wurden, erreichte Downie mit der britischen 4-mal-200-Meter-Freistilstaffel das Finale. Brian Brinkley, Raymond Terrell, Colin Cunningham und Gordon Downie belegten den siebten Platz. Im Jahr darauf bei den British Commonwealth Games 1974 in Christchurch trat Downie in sechs Disziplinen an. Er belegte den siebten Platz über 200 Meter Freistil, über 100 und 400 Meter Freistil erreichte er nicht das Finale. Downie schwamm in allen drei schottischen Staffeln und belegte jeweils den vierten Platz, wobei nur Downie und Alan McClatchey in allen drei Staffeln dabei waren. 1975 erreichte Downie bei den Weltmeisterschaften in Cali in vier Disziplinen das Finale. Er wurde Sechster über 200 Meter Freistil und Fünfter über 400 Meter Freistil. Die britische 4-mal-200-Meter-Freistilstaffel mit Alan McClatchey, Gary Jameson, Gordon Downie und Brian Brinkley gewann die Silbermedaille hinter der Staffel aus der Bundesrepublik Deutschland. Schließlich erhielt die britische 4-mal-100-Meter-Lagenstaffel mit James Carter, David Wilkie, Brian Brinkley und Gordon Downie die Bronzemedaille hinter der Staffel aus den Vereinigten Staaten und dem westdeutschen Quartett.
Bei den Olympischen Spielen 1976 in Montreal erreichte Downie als einziger Brite das Finale über 200 Meter Freistil und belegte den siebten Platz. Die 4-mal-200-Meter-Freistilstaffel mit Alan McClatchey, David Dunne, Gordon Downie und Brian Brinkley erkämpfte die Bronzemedaille hinter den Staffeln aus den USA und aus der Sowjetunion, aber vor den beiden deutschen Staffeln. Über 400 Meter Freistil verfehlte Downie den Finaleinzug als 14. der Vorläufe um 0,8 Sekunden. Downies letzte große internationale Meisterschaften waren die Commonwealth Games 1978 in Edmonton. Er wurde Siebter über 100 Meter Freistil und belegte mit allen drei schottischen Staffeln sowie über 200 Meter Freistil den vierten Platz.
Gordon Downie ist der Onkel des Wasserspringers Nick McCrory, der 2012 eine olympische Bronzemedaille für die Vereinigten Staaten gewann.